# Republiek Don
De republiek Don (Russisch: Донская Республика, Donskaja Respoeblika), ook wel de Almachtige Don-vojsko (Russisch: Всевеликое Войско Донское; Vsevelikoje Vojsko Donskoje) was een anti-bolsjewistische staat die ontstond tijdens de Russische Burgeroorlog bij het ineenstorten van het Russische Rijk. De republiek werd op 18 mei 1918 uitgeroepen door de Don-Kozakken en claimde de regio Don die voorheen de oblast Don-vojsko vormde. In 1920 werd de republiek door de bolsjewieken bezet en werd het weer een onderdeel van de Russische Socialistische Federatieve Sovjetrepubliek. 